# كنيسة تشونتشي
كنيسة تشونتشي أو كنيسة سيدة الوردية (بالإسبانية: Iglesia de Chonchi أو Iglesia Nuestra Señora del Rosario) هي كنيسة رومانيّة كاثوليكيّة تقع في بلدية تشونتشي في تشيلي. تم تشييدها عندما كان أرخبيل تشيلوي لايزال جزءًا من ممتلكات التاج الإسباني، حيث تمثّل اندماجًا بين الثقافة اليسوعيّة الأوروبيّة ومهارات الشعوب الأصليّّة وتقاليدها، وهي مثال على ثقافة المستيزو.
تُعتبر كنيسة تشونتشي واحدة من أقدم الكنائس التقليديّة في تشيلوي، والتي بقيت سليمة تقريبًا من عصر البعثة اليسوعيّة.

## الحماية

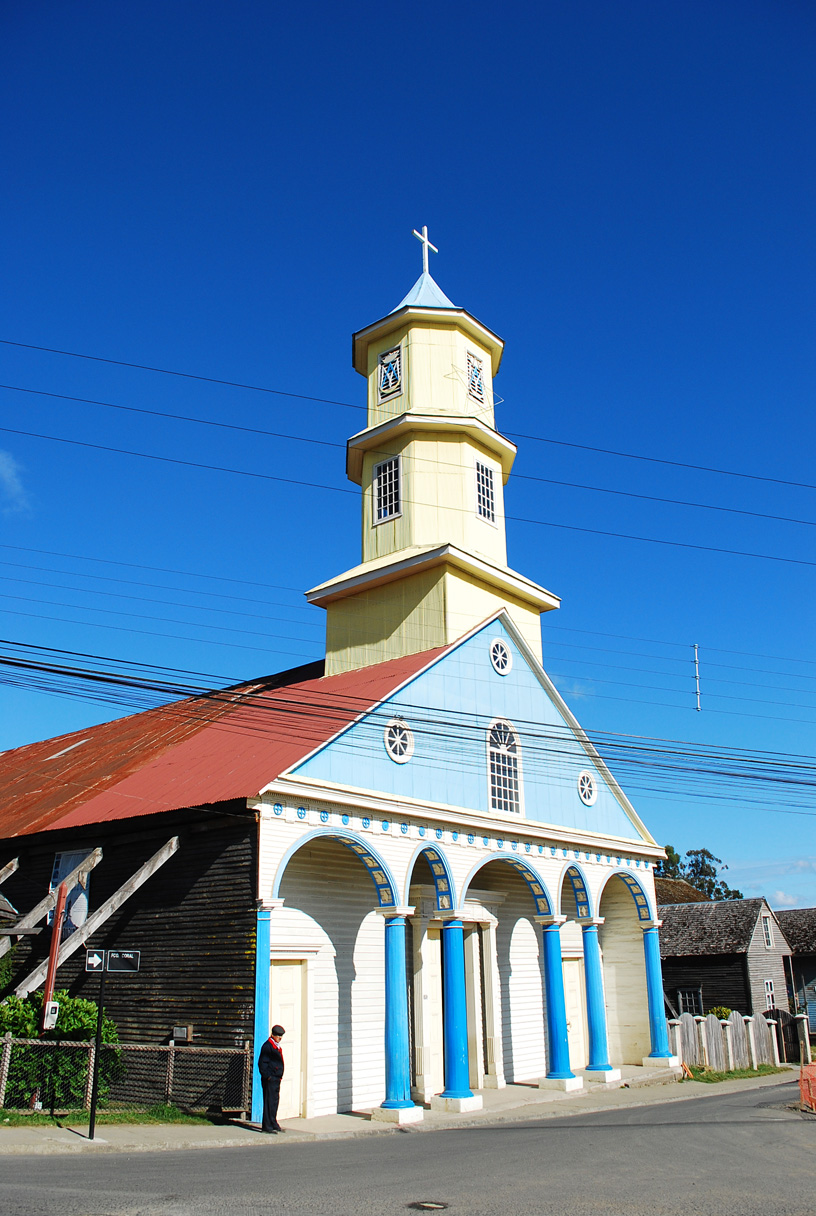
الكنيسة في جزيرة تشيلوي

تُعتبر هذه الكنيسة واحدة من 16 كنيسة خشبية فريدة تم إدراجها على قائمة التراث العالمي التابعة لليونيسكو في عام 2000 تحت مسمى كنائس تشيلوي. كما قامت جامعة تشيلي، ومؤسسة كنائس تشيلوي الثقافية، وغيرها من المؤسسات بجهود كبيرة للحفاظ على هذه المنشآت التاريخيّة.

## الموقع
تقع كنيسة تشونتشي ضمن بلدية تشونتشي (التي يقع فيها أيضًا كنيسة بيلوبويي) شرق أرخبيل تشيلوي.